# 山川ワタル
山川 ワタル（やまかわ わたる、1947年7月30日 - ）は、日本の元子役、俳優。東京都武蔵野市出身。本名：沓名 信夫（くつな のぶお）。テレビドラマ『少年ケニヤ』に主演して人気を集めた。

## 人物・来歴
1961年、14歳の時に『少年ケニヤ』の主役として一般公募1800人の中から選ばれた。芸名も『少年ケニヤ』に出演するために用意されたものであり、同作の原作者の山川惣治と役名のワタルを合わせたものである。兄の勧めで少年ケニヤの主役オーディションに応募したが、当時は彫刻家志望だったことから芸能界に進もうとは最初思ってなかった。しかし「ちょっとだけテレビに出るのも面白そうだし、周りのみんなも（好きな）“あの娘”も注目してくれるかも」と思い直して応募した。選ばれた時には「これでアフリカに行ける!」と喜んだということだったが、実際は撮影所のオープンセットや、神奈川県真鶴町、箱根、東京都杉並区久我山など日本国内での撮影だった。
高校は盈進高等学校（現・東野高等学校）に進学。高校2年生だった1964年に東京オリンピックの聖火ランナーに選ばれ、武蔵野市役所から同市内の武蔵野八幡宮まで2.2kmを走った。
後年は吉祥寺にある実家の骨董店を継ぎ、プレイガイドの代表も務めていた。女優の妻との間に2児をもうけている。
2013年に発売された『'60年代 蘇る昭和特撮ヒーロー』では連絡先不明としており、消息は明らかになっていない。
少年時代の特技は陸上競技、水泳で、好物はトマト、サクランボ。デビッド・ジャンセンのファンで、当時彼が主演していたテレビドラマ『逃亡者』は欠かさず観ていたという。

## 出演作品

### テレビ
- 少年ケニヤ（1961年 - 1962年、NET / 東映）- ワタル
- お嫁さん（第一シリーズ）（1966年、フジテレビ) - 山縣英夫
- 銭形平次 第81話「質札の娘」（1967年、フジテレビ / 東映） - 吉松
- ローンウルフ 一匹狼 第16話「喪服の女」（1968年、日本テレビ / 東映）
- 若草物語（1968年）
- チャコとケンちゃん 第27話「びっくり新発見」（1968年、TBS / 国際放映）- チャイルド・キング
- 喧嘩太郎（1968年 - 1969年）
- 新婚さん旧婚さん（1969年）- 南沢孝一郎

### 映画
- 俺たちの恋（1965年）
- 黄金バット （1966年） - 風早アキラ
- 雪の喪章（1967年）
- 恋人と呼んでみたい（1968年）